# Lycodes paamiuti
Lycodes paamiuti är en fiskart som beskrevs av Møller 2001. Lycodes paamiuti ingår i släktet Lycodes och familjen tånglakefiskar. IUCN kategoriserar arten globalt som livskraftig. Inga underarter finns listade i Catalogue of Life.